# Estación Rungue
Rungue es una estación ferroviaria que formó parte de la línea Santiago - Valparaíso de la Empresa de los Ferrocarriles del Estado. Actualmente los servicios de pasajeros ya no operan.

## Historia

### SigloXIX
La estación se inauguró el 14 de septiembre de 1863, como una de las escalas rurales del ferrocarril Santiago–Valparaíso, concebida para unir la capital con el principal puerto del país y facilitar la exportación de productos agrícolas y minerales del valle central. Desde sus orígenes atendió trenes de pasajeros y de carga, catalizando el surgimiento de asentamientos en torno a sus patios y andenes.
Rungue fue anexada administrativamente a la comuna de Tiltil en 1911.

### SigloXX
Entre 1922 y 1924 el tramo Santiago–Valparaíso se convirtió en la primera vía electrificada de Chile. Siguiendo los planes de la Chilean Electric Tramway and Light Company Ltd., en Rungue se erigió una subestación eléctrica de hormigón armado que transformaba 44 kV a 3 000 V CC para alimentar las catenarias. Esta estructura, descrita como de estilo ecléctico que combina rasgos neoclásicos y art déco, aun se encuentra en el recinto ferroviario.
El auge del transporte por carretera, sumado al accidente ferroviario de Queronque ocurrido el 17 de febrero de 1986 —considerada como la peor tragedia ferroviaria de Chile— aceleró la decadencia del servicio de pasajeros en la vía Santiago–Valparaíso, que fue suspendido ese mismo año y clausurado oficialmente el 8 de marzo de 1992. La estación y los andenes están abandonados, pero el esqueleto de la subestación eléctrica continúa en pie, aunque afectado por vandalismo y saqueos.

### SigloXXI
Entre el 11 de agosto y el 7 de septiembre de 2019 la subestación ferroviaria de Rungue acogió la cuarta residencia anual del Centro Cultural Itinerante Trenzando, cuyo programa incluyó mapeos colectivos sobre memoria e identidad territorial, talleres de gestión de proyectos y medioambiente (reciclaje, uso del agua, residuos y huerta infantil), una Feria del Deporte, la actividad «Baila Como Quieras», el proyecto de escritura «Trenzando palabras», ciclos de cine al aire libre con filmes chilenos como La nana (2009) —seguido de conversatorio con la actriz Catalina Guerra—, Gloria (2013) y Taxi para tres (2001), una feria gastronómica local con Teatro de Animación Lambe Lambe, el registro sonoro «Voces Runganas», un paseo patrimonial por hitos históricos de la zona, presentaciones musicales de artistas locales y del conjunto Los Celestinos.
En 2021 Trenzando lanzó el concurso «Rehabilitación de estaciones ferroviarias / Red Trenzando». El proyecto ganador, de los arquitectos Ricardo Azócar y Carolina Catrón, propuso reconvertir la subestación en un centro cultural comunitario mediante pabellones de madera laminada y CLT, manteniendo la estructura histórica. Como parte de ese proceso, en diciembre de 2023 la EFE firmó con la Municipalidad de Tiltil un contrato de usufructo que cede el recinto ferroviario a la comuna y compromete una inversión de 752 millones de pesos para restaurar la fachada e interiores de la subestación. La Subsecretaría de las Culturas y las Artes y organizaciones vecinales respaldan el proyecto, cuyo objetivo es transformar el inmueble en un espacio cultural y social para la comunidad.

## Infraestructura
En sus patios se encontraba una de las subestaciones eléctricas que alimentaban las catenarias de la línea. Actualmente el edificio se encuentra abandonado y en un mal estado de conservación. No obstante, especialistas y comunidades locales destacan su valor industrial y arquitectónico como testimonio de la primera electrificación ferroviaria sudamericana.
Para 1961 la estación de Rungue estaba organizada sobre tres vías paralelas con orientación norte-sur. Junto a la cabina de señales se ubicaba la denominada línea “Local”, mientras que hacia el centro corría la “Recta”, eje principal de la circulación electrificada, y más al oriente, junto a la bodega, se extendía la vía “Desvío”. Únicamente la Local y la Recta contaban con señal de entrada en ambos sentidos; la Desvío carecía de dicha protección. Desde el extremo sur de la línea Local arrancaba una vía adicional, no electrificada, que llegaba directamente a la subestación eléctrica; su cambio de paleta estaba bloqueado mediante una llave Annett, lo que impedía maniobras sin la llave reglamentaria —actualmente no existe el desvío—. Como remate del conjunto, inmediatamente al sur de la cabina se emplazaba una barrera que aseguraba el cruce a nivel de la carretera con la línea férrea.

## Servicios
En la actualidad, únicamente trenes de Carga circulan por esta estación. Hasta 2021 existieron servicios que iban desde la Estación Quilicura hasta la Estación Montenegro, operados por la empresa KDM, la cual transportaba residuos domiciliarios e industriales.
Otro servicio es un tren de carga operado por FEPASA, el que transporta Contenedores, Cobre, Ácido, Cereales etc. Desde la Red Sur a la ciudad de Valparaíso, cabe demás destacar que el tren Descansa en la Estación Llay Llay y luego culmina su trabajo en la estación Francia en Valparaíso.